# Dario
Dario ist die italienische Version des männlichen Vornamens Darius; die mit einem Akzent geschriebene spanische Variante Darío erhält in der Aussprache die Betonung auf dem „i“.

## Bekannte Namensträger

### Vorname
- Dario Ambrosini (1918–1951), italienischer Motorradrennfahrer
- Dário António (* 1992), angolanischer Radrennfahrer
- Dario Argento (* 1940), italienischer Filmregisseur und Drehbuchautor
- Dario Baldauf (* 1985), österreichischer Fußballspieler
- Dario Barbosa (1882–1965), brasilianischer Sportschütze
- Darío Basso (* 1966), spanischer Maler
- Darío Ismael „Pipa“ Benedetto (* 1990), argentinischer Fußballspieler
- Dario Carmignani (* 1968), italienischer Westernreiter
- Dario Castello (um 1590–um 1630), italienischer Komponist
- Dario Cioni (* 1974), italienischer Radrennfahrer
- Dario Cologna (* 1986), Schweizer Skilangläufer; Olympiasieger
- Dario Dabac (* 1978), kroatischer Fußballspieler und -trainer
- Dario Dainelli (* 1979), italienischer Fußballspieler
- Dario Damjanović (* 1981), bosnischer Fußballspieler
- Dario Del Fabro (* 1995), italienischer Fußballspieler
- Dario Dentale (* 1982), ehemaliger italienischer Ruderer
- Darío Díaz (* 1981), argentinischer Radrennfahrer
- Dario Domingues (1954–2000), indigener Musiker, Komponist und Sänger aus Argentinien
- Dário Essugo (* 2005), portugiesischer Fußballspieler angolanischer Abstammung
- Dario Fo (1926–2016), italienischer Schauspieler und Autor; Nobelpreisträger
- Dario Fontanella (* 1952), italienischer Speiseeishersteller
- Dario Franchitti (* 1973), schottischer Autorennfahrer
- Dario Frigo (* 1973), italienischer Radrennfahrer
- Darío Gálvez (* 1975), ehemaliger chilenischer Fußballspieler
- Dario Gebuhr (* 2003), deutscher Fußballspieler
- Dario Gervasi (* 1968), italienischer Geistlicher, Kurienbischof
- Dario Giuseppetti (* 1985), deutscher Motorradrennfahrer
- Dario Herrera (* 1985), argentinischer Fußballschiedsrichter
- Dario Hübner (* 1967), italienischer Fußballspieler
- Dario Kreiker (* 2003), österreichischer Fußballspieler
- Dario Mangiarotti (1915–2010), italienischer Degenfechter
- Dario Marianelli (* 1963), italienischer Filmmusikkomponist
- Dario Marzino (* 1996), Schweizer Fußballtorhüter
- Dario Moreno (1921–1968), türkischer Sänger und Schauspieler
- Dario Naamo (* 2005), finnischer Fußballspieler
- Dario Rubén Quintana (* 1971), argentinischer Ordensgeistlicher und Prälat von Cafayate
- Dario Resta (1884–1924), italienisch-britischer Automobilrennfahrer
- Darío Rodríguez (* 1974), uruguayischer Fußballspieler
- Dario Saavedra (1876–1909), surinamischer Pianist und Komponist
- Dario Sammartino (* 1987), italienischer Pokerspieler
- Dario Seifert (* 1994), deutscher Politiker
- Dario Sekic (* 2003), österreichischer Fußballspieler
- Dario Šimić (* 1975), kroatischer Fußballspieler
- Dario Sissakis (* 1998), deutscher Turner
- Darijo Srna (* 1982), kroatischer Fußballspieler
- Dario Ulrich (* 1998), Schweizer Fußballspieler
- Dario Venitucci (* 1987), italienischer Fußballspieler
- Dario Vizinger (* 1998), kroatischer Fußballspieler
- Dario Zuffi (* 1964), Schweizer Fußballspieler

### Künstlername
- Rubén Darío (eigentlich Félix Rubén Garcia y Sarmiento; 1867–1916), nicaraguanischer Schriftsteller und Diplomat
- Dario (eigentlich Dario José dos Santos * 1946), brasilianischer Fußballspieler

### Familienname
- Giovanni Antonio Dario (1630–1702), italienischer Architekt, Steinschneider und Steinmetzmeister
- Héctor Darío (1938–2013), argentinischer Tangosänger
- Silvio Maria Dário (1919–1974), brasilianischer Geistlicher, Bischof von Itapeva
- Rubén Darío Paredes del Río (* 1933), panamaischer Offizier

## Biologie
- Dario ist sowohl Name einer Gattung der Blaubarsche als auch Name einer Art innerhalb dieser Gattung: Dario dario.

## Weiteres
- Dario G, englische Band bzw. Dance-/Trance-Musikprojekt
- Dario, Markenname des ehemaligen chinesischen Automobilherstellers FAW Huali (Tianjin) Motor